# Gmina Gornja Stubica
Gmina Gornja Stubica ( Općina Gornja Stubica) – gmina w Chorwacji, w żupanii krapińsko-zagorskiej. W 2011 roku liczyła 5284 mieszkańców.